# Ceirano
Ceirano GB & C a été un constructeur automobile italien historique. La société a été fondée en octobre 1898 par Giovanni Battista Ceirano, Emanuele di Bricherasio, Attilio Calligaris, Pietro Fenoglio et Cesare Goria Gatti.

## Histoire
Le siège social de cette nouvelle société fut établi à Turin cours Vittorio Emanuele 9, où en 1899 la fabrication de la première voiture, la petite deux places Welleyes, conçue par l'ingénieur Aristide Faccioli débuta.
Quand la Welleyes fut mise en vente, ce fut un énorme succès commercial pour la nouvelle société Ceirano à tel point que les dirigeants furent rapidement submergés par les commandes et se révélèrent vite incapables à prendre les dispositions adéquates pour y faire face.
C'est pourquoi, au mois de juillet de cette même année 1899, Giovanni Battista Ceirano, décide de vendre son usine et les brevets liés à la voiture au sénateur Giovanni Agnelli. G.B. Ceirano dû également travailler pendant une certaine période chez Fiat, mais en 1901, il démissionnera et remontera une nouvelle société avec son frère Matteo.

## La voiture

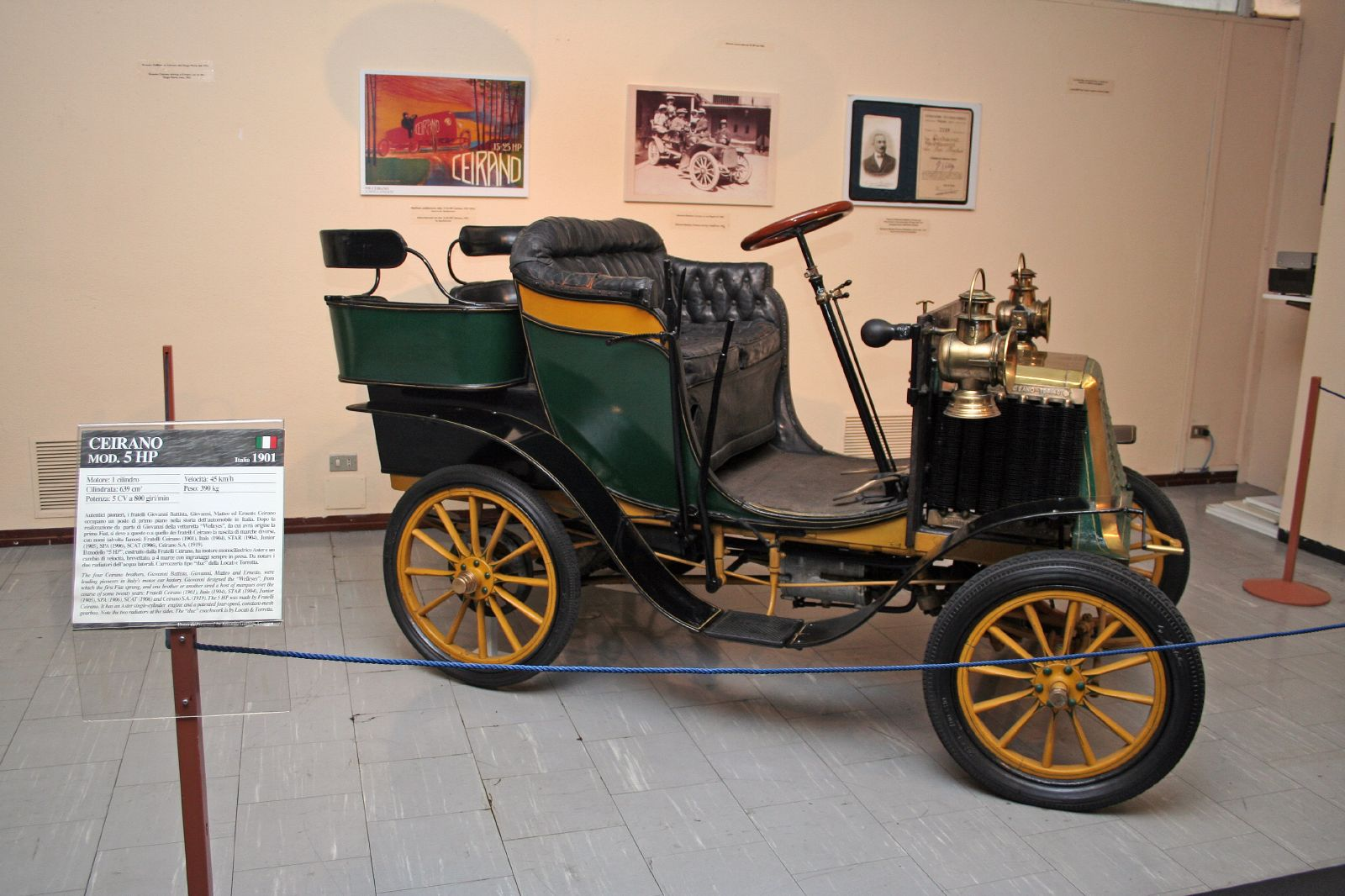
Une Ceirano 5 HP au Musée de l'Automobile de Turin

La Welleyes fut présentée le 30 avril 1899. Elle fut conçue par l'ingénieur Aristide Faccioli, un des ingénieurs automobiles les plus géniaux de l'époque.
La voiture est équipée d'un moteur bicylindre placé horizontalement, avec une transmission par sangles de cuir et une boîte de vitesses à deux rapports. C'est sur la base de cette voiture géniale que sera réalisée la première voiture de la future marque Fiat, la Fiat 3½ HP.

## Sources
- (it) Cet article est partiellement ou en totalité issu de l’article de Wikipédia en italien intitulé « Accomandita Ceirano & C. » (voir la liste des auteurs).